# Hierochloë orthantha
Hierochloë orthantha — багаторічна трав'яниста рослина родини тонконогові (Poaceae), поширена у Північній Америці.

## Таксономічні примітки
Південногренландія та північно-східно-північноамериканська Hierochloë orthantha відрізняються від H. alpina s. str. за розміром і формою зростання, кількістю жилок леми, опушенням верхніх квіткових лусок, довжиною і місцем кріплення остюка, на додаток до різної 9-плоїдної кількості хромосом і відмінного поширення.

## Поширення
Північна Америка: південна Ґренландія, східна Канада.